# Ángel Garma
Ángel Garma Zubizarreta, né le 24 juin 1904 à Bilbao et  mort le 29 janvier 1993 à Buenos Aires, est un psychiatre et psychanalyste argentin d'origine espagnole.

## Biographie
Il fait ses études de médecine à Madrid, puis réside en Allemagne, où il fait une analyse avec Theodor Reik, en 1929, à l'Institut psychanalytique de Berlin. Il devient membre de l'Association psychanalytique de Berlin en 1931, après la présentation d'une contribution intitulée Die Realität und das Es in der Schizophrenie. Il retourne en Espagne en 1931, et s'installe à Madrid. Il devient adhérent à titre personnel de l'Association psychanalytique internationale, puis émigre en France avant la guerre civile espagnole de 1936, et participe aux travaux de la Société psychanalytique de Paris. Il s'installe en Argentine en 1938, à l'invitation du psychanalyste argentin Celes Ernesto Cármaco dont il a fait la connaissance à Paris.

## Publications
- La psychanalyse et les ulcères gastro-duodénaux,  PUF, coll. Bibliothèque de psychanalyse et de psychologie clinique,  trad. par Willy Baranger et Madeleine Baranger, 1957,  (ASIN B0018J9KKI)
- Le rêve Traumatisme et hallucination,  Paris, PUF, coll. « Bibliothèque de psychanalyse », 1981,  (ISBN 9782130367246)
- (Article) « Les images inconscientes dans la genèse de l'ulcère peptique », [lire en ligne]